# Flugseite
Flugseite wird in der Fahnen- und Flaggenkunde die dem Flaggenmast oder der Fahnenstange abgewandte Seite des Fahnentuches genannt. Es ist das fliegende Ende. Die Flugseite entspricht in der Abbildung den mit Oberer Flugteil und Unterer Flugteil bezeichneten Flächen in einer imaginären Vierteilung des Fahnentuches. Die Felder auf der Mastseite der Flagge bilden das Liek.

## Einzelnachweis
1. ↑  Flaggen und Wappen, Taschenlexikon, Hans-Ulrich Herzog, VEB Bibliographisches Institut Leipzig, 1980.